# Dryptosaurus
Dryptosaurus aquilunguis (betyder "Sårande ödla med örnklor" ) är en köttätande dinosaurie som levde i östra USA under krita för omkring 80 till 65 miljoner år sedan. Vissa forskare tror att Dryptosaurus var ett flockdjur. Troligen bestod Dryptosaurus byten av nodosaurider, Diabloceratops och Hadrosaurus.
Arterna var antagligen köttätare.

## Upptäckt och namn
Det var året 1866 som Edward Drinker Cope och Joseph Leidy gjorde en upptäckt av en större rovdinosaurie i New Jersey. Man hittade delar av en käke, ryggkotor, bakbenselement och en jättestor krökt klo (cirka 20 centimeter lång). Djuret fick namnet Laelaps aquilunguis, men senare bytte man namn på den till Dryptosaurus, eftersom namnet Laelaps redan givits till ett kvalster.

## Beskrivning

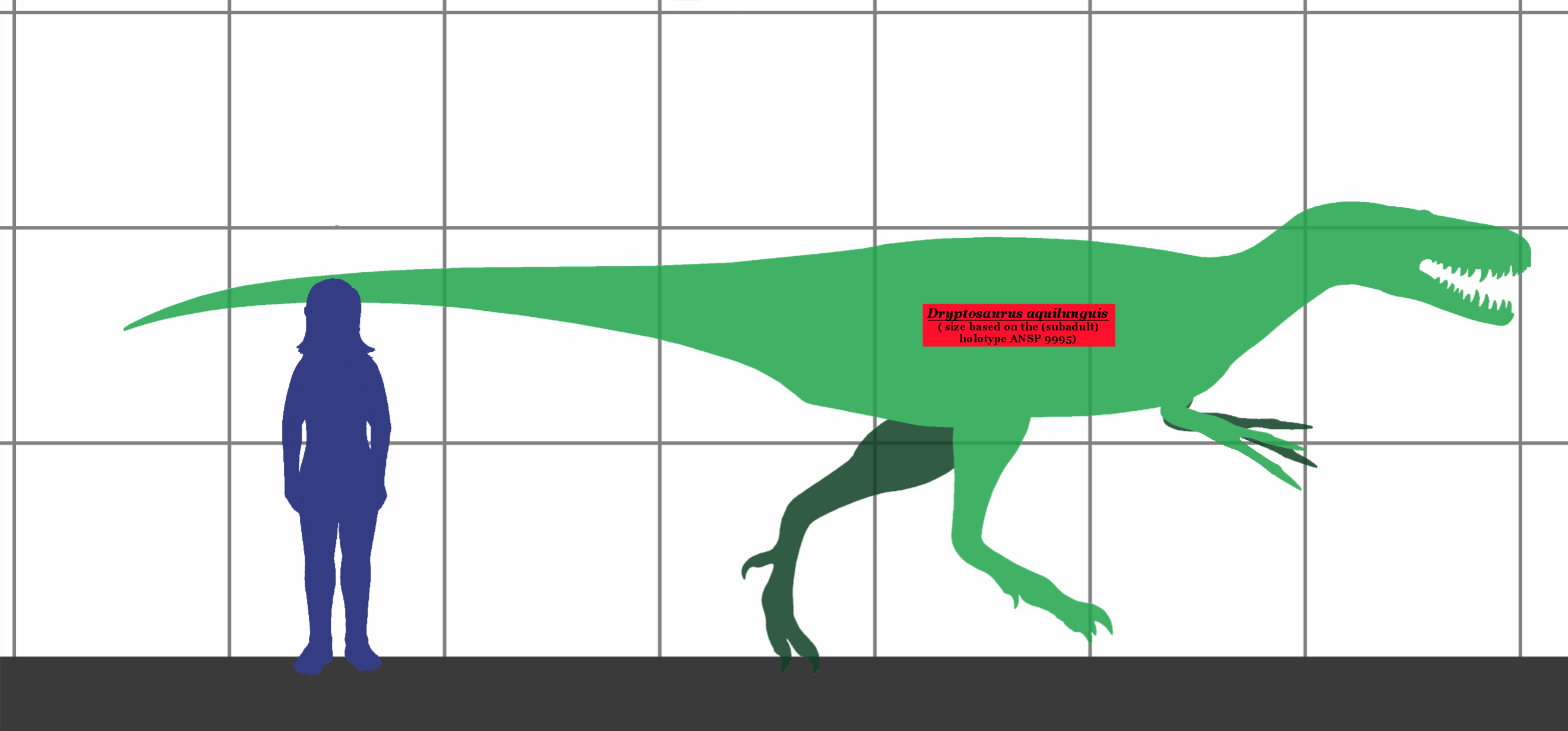
Beräknad storlek hos holotypen, i jämförelse med en människa.

Dryptosaurus blev cirka 6 meter lång, och vägde mer än 1 ton. Den var tvåbent tågångare, liksom alla theropoder, och man tror att frambenen var mer välutvecklade än hos till exempel de stora tyrannosauriderna. Klorna var långa och krökta, och var troligen effektiva vapen för att riva sina byten. Bakbenen var långa, och tyder på att Dryptosaurus var snabb. Svansen var troligen lång och kraftig och fungerade som baktyngd för kroppen.

### Taxonomi
Dryptosaurus placeras i en egen familj, Dryptosauridae. Att dryptosaurider hör till överfamiljen tyrannosauroider inkluderar att Dryptosaurus också är släkt med Tyrannosaurus rex.